# Сера Сан Куирико
Сѐра Сан Куирѝко (на италиански: Serra San Quirico) е малко градче и община в Централна Италия, провинция Анкона, регион Марке. Разположено е на 300 m надморска височина. Населението на общината е 3036 души (към 2010 г.).